# Ретрофлексний носовий приголосний
Ретрофлексний носовий — приголосний звук, що існує в деяких мовах. У Міжнародному фонетичному алфавіті записується як ⟨ɳ⟩ («n» із загнутим праворуч гачком). В українській мові цей звук передається на письмі літерою н.

## Назва
- Ретрофлексний носовий (англ. retroflex nasal)
- Ретрофлексний зімкнено-носовий приголосний
- Дзвінкий ретрофлексний носовий (англ. voiced retroflex nasal)

## Властивості
Властивості ретрофлексного носового:
- Тип фонації — дзвінка, тобто голосові зв'язки вібрують від час вимови.
- Спосіб творення — зімкнений, тобто повітряний потік повністю перекривається.
- Місце творення — ретрофлексне, що прототипічно означає, що кінчик язика загинається вгору до твердого піднебіння.
- Це носовий приголосний, тобто повітря вільно виходить крізь ніс.
- Це центральний приголосний, тобто повітря проходить над центральною частиною язика, а не по боках.
- Механізм передачі повітря — егресивний легеневий, тобто під час артикуляції повітря виштовхується крізь голосовий тракт з легенів, а не з гортані, чи з рота.

## Приклади
| Мова        | Мова        | Слово       | МФА             | Значення  | Примітки                                        |
| ----------- | ----------- | ----------- | --------------- | --------- | ----------------------------------------------- |
| в'єтнамська | в'єтнамська | bạn trả     | [ɓaɳ˧ˀ˨ʔ ʈa˧˩˧] | ти платиш | Алофон /n/ перед /ʈ/. Див. в'єтнамська фонетика |
| гінді       | гінді       | गणेश         | [ɡəɳeʃ]         | Ґанеша    | Див. фонетика гінді                             |
| каннада     | каннада     | ಅಣೆ          | [ʌɳe]           | дамба     |                                                 |
| малаялам    | малаялам    | അണ          | [aɳə]           | щелепа    |                                                 |
| маратхі     | маратхі     | बाण          | [baːɳ]          | стріла    | Див. фонетика маратхі                           |
| норвезька   | норвезька   | garn        | [ɡɑːɳ]          | yarn      | Див. норвезька фонетика                         |
| пенджабська | пенджабська | ਪੁਰਾਣਾ / پُراڻا | [pʊraːɳaː]      | старий    |                                                 |
| тамільська  | тамільська  | அணல்         | [aɳal]          | шия       | Див. тамільська фонетика                        |
| телугу      | телугу      | ఒణ్ఢు         | [oɳɖu]          | півень    |                                                 |
| шведська    | шведська    | garn        | [ɡɑːɳ]          | пряжа     | Див. шведська фонетика                          |